# Culpabilització de la víctima
Culpabilització de la víctima és un judici de valor consistent a atribuir a la víctima d'una agressió o d'un maltractament la responsabilitat total o parcial del que li ha passat. Dins de la psicologia social  a vegades s'observa el cas d'uns crims o d'una agressió contra una persona quan el perpetrador (o la policia o la justícia) atribueix la culpa a la víctima, que, als seus ulls ella mateixa va suscitar l'acte i per això és responsable per les transgressions que va patir. Pot ser una estratègia dels advocats de la defensa per tal de minimitzar la responsabilitat del culpable. L'estudi de la victimologia busca mitigar la percepció de les víctimes com a responsables.
La frase "culpar la víctima" va ser creada per William Ryan en el seu clàssic Blaming the Victim, una crítica de l'obra de 1965 de Daniel Patrick Moynihan, The Negro Family: The Case for National Action, més conegut com l'Informe Moynihan. El llibre de Moynihan resumia les seves teories sobre la formació de guetos i la pobresa intergeneracional. La crítica de Ryan mostrava les teories de Moynihan com intents subtils (i no tan subtils) de desviar la responsabilitat de la pobresa de factors socials estructurals a les conductes i patrons culturals dels pobres. La frase va ser ràpidament adoptada pels defensors de les víctimes de crims, en particular les víctimes de violació acusades d'afavorir la seva victimització, encara que el seu ús és conceptualment diferent de la crítica sociològica desenvolupada per Ryan.
Diversos estudis han demostrat que existeix una major tendència a culpar a les víctimes de la violació que a les víctimes de robatori en els casos en què víctimes i delinqüents es coneixen entre si. En aquest cas, l'argument de la culpa de la víctima també és a la base de tesis sexistes. S'observa entre d'altres en casos de violació quan un perpetrador invoca que ell no és responsable del crim, sinó que va ser, per exemple, la manera de vestir-se de la víctima que va provocar que no va poder dominar els seus impulsos. Hi ha molts exemples documentats en què aquest argument va conduir a l'absolució del perpetrador. Segons la psicòloga Maria José Dúaz Aguado «en tots els fenòmens de violència es tendeix a culpar la víctima i això s'ha de corregir.» Culpar la víctima dels fracassos de l'abusador és un dels comportaments que sovint acompanya l'abús emocional.
Als països de parla catalana, culpar la víctima va ser l'actitud de la Guardia Civil, de la defensa i del diari castellanista Las Provincias després que Guillem Agulló fóra atacat i matat per una banda de neonazis. Pel fet de portar un cosit al braç «Nazis Fora», una part de l'opinió pública va considerar-lo com a responsable de la seva pròpia mort. La Guardia Civil va tractar de minimitzar l'esdeveniment com una mera baralla entre joves que havia acabat malament.